# Buellia fouquieriensis
Buellia fouquieriensis är en lavart som beskrevs av Bungartz. Buellia fouquieriensis ingår i släktet Buellia och familjen Physciaceae.   Inga underarter finns listade i Catalogue of Life.